# 1423년

## 연호
- 명(明) 영락(永樂) 21년
- 일본(日本) 오에이(応永) 30년

- 명(明) 성조 영락제(成祖 永樂帝) 21년
- 조선(朝鮮) 세종(世宗) 5년

## 사건
1423년(세종 5년, 27세) 2월 26일－경성 남산의 봉화대를 축조하다. 
1423년(세종 5년, 27세) 9월 16일－조선통보를 주조하게 하다. 
1423년(세종 5년, 27세) 12월 24일－정종과 태종 양조의 실록을 수찬하게 하다. 
1423년(세종 5년, 27세) 12월 29일－고려사를 개수하게 하다.

## 탄생
- 7월 3일 - 프랑스의 왕 루이 11세.

## 사망
2월 29일 정2품 예조판서 광산김씨 양간공파 전리판서공파 김매경 발인